# Campeonato Europeo de Curling Femenino de 2017
El XLIII Campeonato Europeo de Curling Femenino se celebró en San Galo (Suiza) entre el 17 y el 25 de noviembre de 2017 bajo la organización de la Federación Mundial de Curling (WCF) y la Federación Suiza de Curling.
Las competiciones se realizaron en el Centro de Deportes de Hielo Lerchenfeld de la ciudad suiza.

## Tabla de posiciones
| Pos | Equipo          | G | P | G–P |
| --- | --------------- | - | - | --- |
| 1   | Suecia          | 9 | 0 | –   |
| 2   | Suiza           | 7 | 2 | 1–0 |
| 3   | Escocia         | 7 | 2 | 0–1 |
| 4   | Italia          | 5 | 4 | –   |
| 5   | Rusia           | 4 | 5 | –   |
| 6   | Alemania        | 3 | 6 | 1–1 |
| 7   | República Checa | 3 | 6 | 1–1 |
| 8   | Dinamarca       | 3 | 6 | 1–1 |
| 9   | Turquía         | 2 | 7 | 1–0 |
| 10  | Hungría         | 2 | 7 | 0–1 |

## Cuadro final
|  | Semifinales | Semifinales |   |        | Final        | Final |  |
|  |             |             |   |        |              |       |  |
|  |             |             |   |        |              |       |  |
|  | Suecia      | 7           |   |        |              |       |  |
|  | Italia      | 3           |   |        |              |       |  |
|  |             |             |   |        |              |       |  |
|  |             |             |   |        |              |       |  |
|  |             |             |   |        | Suecia       | 3     |  |
|  |             | Escocia     | 6 |        |              |       |  |
|  |             |             |   |        |              |       |  |
|  |             |             |   |        |              |       |  |
|  |             |             |   |        | Tercer lugar |       |  |
|  |             |             |   |        |              |       |  |
|  | Suiza       | 5           |   | Italia | 7            |       |  |
|  | Escocia     | 7           |   |        | Suiza        | 6     |  |

## Medallistas
| Evento | Oro                                                                      | Plata                                                                                        | Bronce                                                                                            |
| ------ | ------------------------------------------------------------------------ | -------------------------------------------------------------------------------------------- | ------------------------------------------------------------------------------------------------- |
| Equipo | Escocia Eve Muirhead Anna Sloan Victoria Adams Lauren Gray Kelly Schafer | Suecia · Anna Hasselborg · Sara McManus · Agnes Knochenhauer · Sofia Mabergs · Jennie Wåhlin | Italia · Diana Gaspari · Veronica Zappone · Stefania Constantini · Angela Romei · Chiara Olivieri |